# سباق أمستل الذهبي
سباق أمستل الذهبي (بالإنجليزية: Amstel Gold Race)‏ هو سباق دراجات على الطريق يجري (في الغالب) في الجزء الجنوبي من محافظة ليمبورغ في هولندا. الاسم لا يشير إلى نهر أمستل والذي هو بعيد عن مسار السباق، لكن إلى الراعي وهو مصنع الجعة أمستل.

## التاريخ

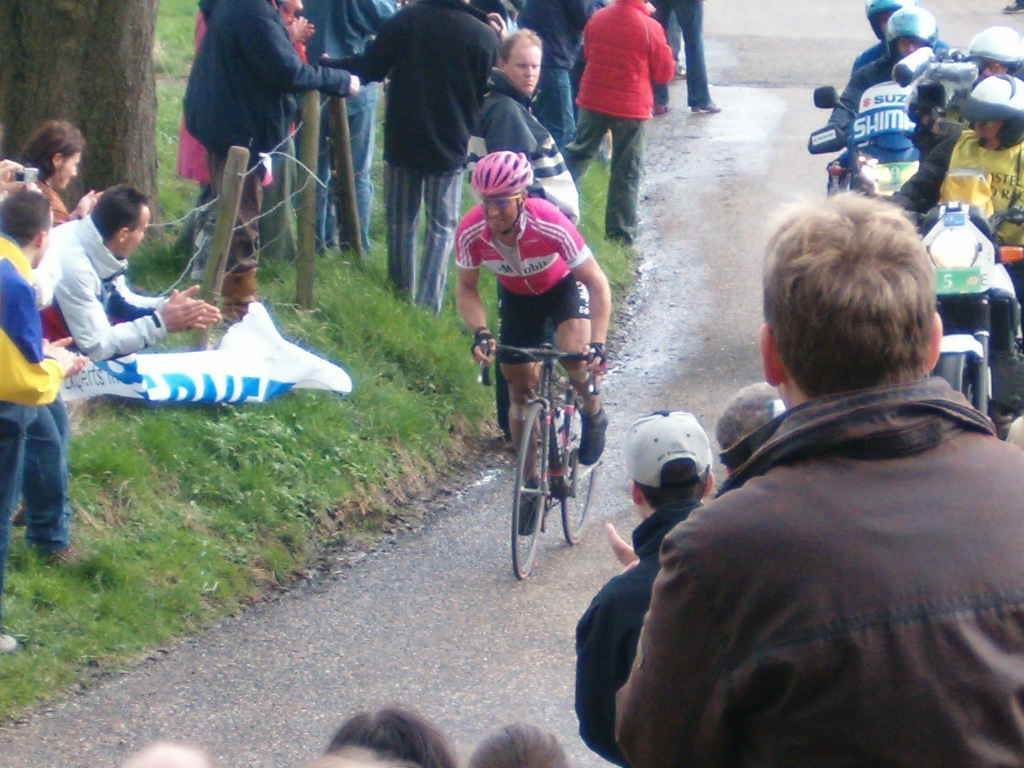
صورة من السباق

جرى السباق لأول مرة في 30 أبريل 1966، حيث نظّم من قبل اثنين من منظمي المسابقات الرياضية من هولندا وهما تون فيسرز وهيرمان كروت، الذان كانا يديران معا شركة تدعى «إنتر سبورت».

## سجل الفائزين
خطأ لوا في mw.text.lua على السطر 25: bad argument #1 to 'match' (string expected, got nil).

## وصلات خارجية
- سباق أمستل الذهبي على موقع إحصائيات الدراجات الإحترافية (الإنجليزية)
- الموقع الرسمي